# تيري سيمبسون (لاعب هوكي الجليد)
تيري سيمبسون (بالفرنسية: Terry Simpson)‏ (و. 1943  م) هو لاعب هوكي الجليد كندي، ولد في برانتفورد، أونتاريو.

## روابط خارجية
- تيري سيمبسون على موقع EliteProspects.com (الإنجليزية)
- تيري سيمبسون على موقع HockeyDB.com (الإنجليزية)